# Guy Clark
Guy Charles Clark (Monahans, 6 november 1941 - Nashville, 17 mei 2016) was een Amerikaans countrymuzikant, singer-songwriter en gitaarbouwer. Zijn stijl ligt tussen folk en country. Hoewel meerdere bekende artiesten zijn songs in hun repertoire opnamen, bleef voor hemzelf commercieel succes uit. Bij zijn overlijden roemde de New York Times hem wel als "a king of the Texas troubadours".

## Carrière
Clark groeide op in Monahans in West-Texas, waar zijn grootmoeder een hotel had. Hij verhuisde na zijn middelbareschooltijd naar Houston en raakte bevriend met medetroubadour Townes Van Zandt. Hij trok eind jaren '60 naar San Francisco, waar hij in een Dobro-gitaarfabriek kon werken. In San Francisco leerde hij zijn latere vrouw Suzanna Talley kennen, met wie hij in een oude Volkswagenbus naar Nashville vertrok. In 1972 trouwden zij, met Van Zandt als ceremoniemeester.
Nadat Jerry Jeff Walkers versie van Clarks song La Freeway de Billboard top 100 bereikte, kreeg hij een contract bij RCA, en nam in 1975 Old No. 1 op, een jaar later gevolgd door Texas Cooking.
Ondanks dat beroemde artiesten als Emmylou Harris, Steve Earle en Waylon Jennings vocale bijdragen leverden, kwamen beide albums niet in de hitlijsten.
Op zijn latere album Cold dog soup, zingt hij op de titelsong dan ook "Ain't no money in poetry".
Tussen 1978 en 1983 maakte Clark drie albums voor Warner Music Group, met iets meer succes.
In 1995 nam hij samen met Townes Van Zandt en Steve Earle een livealbum op, dat uitgebracht werd op het label American Originals.
Tot 1997 trad hij veel op samen met Townes, totdat deze op nieuwjaarsdag 1997 overleed.
In 2012 kreeg Guy Clark het overlijden van zijn vrouw Susanna te verwerken, nadat de twee ruim veertig jaar getrouwd waren. Een jaar na haar dood verscheen het album My Favourite Picture Of You, dat aan haar is opgedragen. Van de elf klassieke countrynummers waren er tien van zijn eigen hand. Waltzing Fool is een cover van Lyle Lovett.

## Discografie

### Studioalbums
- Old No. 1 - RCA (1975)
- Texas Cookin' - RCA (1976)
- Guy Clark - Warner (1978)
  - samen met Old No. 1 heruitgegeven op 1 cd - Camden BMG (1996)
- The South Coast of Texas Warner - (1981)
- Better Days - Warner (1983)
- Old Friends - Sugar Hill (1988)
- Boats to Build - Asylum (1992)
- Dublin Blues - Asylum (1995)
- Cold Dog Soup - Sugar Hill (1999)
- The Dark - Sugar Hill (2002)
- Workbench Songs - Dualtone (2006)
- Somedays the Song Writes You - Dualtone (2009)
- My Favourite Picture of You - Dualtone (2013)

### Livealbums en compilaties
- Guy Clark – Greatest Hits RCA (1983)
- Together at the Bluebird Cafe (met Townes Van Zandt en Steve Earle) - American Originals (2001)
- Keepers - Sugar Hill (1997) Live
- Live from Austin, TX - New West Records (2007)
- Songs and Stories - Dualtone (2011)
- The Best of the Dualtone Years (2017)[4]

## Covers
Meerdere artiesten hebben materiaal van Guy Clark gecoverd. Hieronder een onvolledige lijst:
- The Last Gunfighter Ballad door Johnny Cash - titelsong van zijn 55e album
- New Cut Road gecoverd door zowel Bobby Bare jr. als Johnny Cash
- Heartbroke eerst gecoverd door Rodney Crowell, later door Ricky Skaggs, die ermee de no. 1 van de Country Billboard charts bereikte
- Desperados Waiting for a Train door JW Roy op zijn cd-songbook Dry Goods & Groceries
- Desperados Waiting for a Train door Steve Wariner

In december 2011 bracht Icehouse Music als eerbetoon een dubbel-cd uit met als titel This One's For Him: A Tribute to Guy Clark. Op deze set 30 liedjes van Clark gezongen en gespeeld door o.a. Lyle Lovett, Willy Nelson, Emmylou Harris & John Prine.
In 2012 werd deze cd uitgeroepen tot Americana album of the year.
Ook Steve Earle bracht in 2019 als eerbetoon een album uit. Hij coverde 16 songs op het album Guy.
- Bibsys: 9013126
- Bibliothèque nationale de France: cb13892545n (data)
- Gemeinsame Normdatei: 134948971
- International Standard Name Identifier: 0000 0001 1470 0620
- Library of Congress Control Number: n95083289
- MusicBrainz: e885f72e-4617-46de-9454-5485061f29b3
- Nationale Bibliotheek van Tsjechië: xx0046353
- Nederlandse Thesaurus van Auteursnamen: 096880716
- SNAC: w6gn2d1w
- Virtual International Authority File: 29717590
- WorldCat: E39PBJgRVh6JpD7Dmx3HBmyTpP